# 金龙苗族彝族布依族乡
金龙苗族彝族布依族乡是中华人民共和国贵州省毕节市织金县下辖的一个民族乡。

## 行政区划
金龙苗族彝族布依族乡下辖以下村级行政区划单位：
老街村、细木村、中寨村、关心村、金果村、黄山村、新七村、石板村、安山村、中坪村、综合村、包营村、落作村、齐心村、建福村、大竹村、关法村、复兴村、新立村和石兴村。